# Anna Morpurgo Davies
Dame Anna Morpurgo Davies DBE (* 21. Juni 1937 in Mailand; † 27. September 2014 in Oxford) war eine britische Sprachwissenschaftlerin (Indogermanistin) italienischer Herkunft.

## Leben
Anna Morpurgo studierte Klassische Philologie in Rom, wo sie ab 1959 als Assistentin arbeitete. 1961/1962 hielt sie sich als Junior Fellow am Center for Hellenic Studies in Washington, D.C. auf. 1964 wurde sie als Lecturer in Classical Philology an der University of Oxford angestellt. 1966 wurde sie zum Fellow des St Hilda’s College ernannt. Ab 1971 war sie Professor of Comparative Philology an der Universität Oxford, außerdem Fellow des Somerville College. 2004 wurde sie emeritiert. Von 1962 bis 1978 war sie mit John K. Davies verheiratet.

## Werk
Anna Morpurgo Davies beschäftigte sich mit der Schrift Linear B sowie dem mykenischen Griechisch und mit den altanatolischen Sprachen, insbesondere mit dem Hethitischen und Luwischen. Sie lehrte als Gastprofessorin an verschiedenen Universitäten in den Vereinigten Staaten, unter anderem in Berkeley (Sather Professor 1999/2000, Visiting Professor 2006 und 2007).

## Mitgliedschaften und Auszeichnungen
- Honorary Fellow des St Hilda’s College (1972)
- Mitglied der Society of Antiquaries of London (1974)
- Ehrendoktor (DLitt) der University of St Andrews (1981)
- Mitglied der British Academy (1985)
- auswärtiges Ehrenmitglied der American Academy of Arts and Sciences (1986)
- korrespondierendes Mitglied der Österreichischen Akademie der Wissenschaften
- Mitglied der Academia Europaea (1989)
- auswärtiges Mitglied der American Philosophical Society (1991)
- korrespondierendes Mitglied der Académie des Inscriptions et Belles-Lettres (1992)
- Ehrenmitglied der Linguistic Society of America (1993)
- korrespondierendes Mitglied der Bayerischen Akademie der Wissenschaften (1998)
- Dame Commander des Order of the British Empire (2000)
- Ehrendoktor der Universität Nancy (2009)
- auswärtiges Mitglied der Accademia Nazionale dei Lincei (2010)

## Schriften (Auswahl)
- Mycenaeae Graecitatis Lexicon. Rom 1963 (Incunabula Graeca, III).
- mit Wolfgang Meid: Studies in Greek, Italic and Indo-European Linguistics offered to L. Palmer. 1976
- mit Yves Duhoux: Linear B/A 1984 Survey. 1985
- La Linguistica dell’ Ottocento. 1996
- Nineteenth Century Linguistics. 1998
- mit Yves Duhoux (Hrsg.): A Companion to Linear B: Mycenaean Greek Texts and Their World. Peeters, Louvain-La-Neuve, Walpole, MA 2008/2011.
  - Volume 1. 2008 (Bibliothèque des Cahiers de l’Institut de Linguistique de Louvain). – Rez. von: John G. Younger, in: American Journal of Archaeology, October 2009 (113.4).
  - Volume 2. 2011 (Bibliothèque des Cahiers de l’Institut de Linguistique de Louvain, 127). – (Darin: Thomas G. Palaima: Scribes, scribal hands and palaeography. Chapter 12, S. 3–136, (online (Memento vom 15. Oktober 2013 im Internet Archive)) (PDF)). – Rez. von: John G. Younger, in: American Journal of Archaeology, July 2012 (116.3).